# Kamatari Fujiwara
Kamatari Fujiwara (藤原釜足, Fujiwara Kamatari), parfois appelé Keita Fujiwara, est un acteur japonais, né le 15 janvier 1905 à Tokyo et mort le 21 décembre 1985 dans la même ville.

## Biographie
Kamatari Fujiwara est connu principalement pour sa longue collaboration avec Akira Kurosawa à l'instar de Toshiro Mifune. Il utilise le nom de scène de Keita Fujiwara à partir de 1940 dans le film Nuits de Chine et ce jusqu'à la fin de la Seconde Guerre mondiale.
Arthur Penn lui a offert l'occasion de tourner aux États-Unis, dans le rôle muet de l'artiste, dans Mickey One. L'échec du film le renvoya au Japon.
Kamatari Fujiwara a tourné dans près de 240 films entre 1933 et 1984.
Il a été marié à l'actrice Sadako Sawamura de 1936 à 1946.

## Filmographie partielle

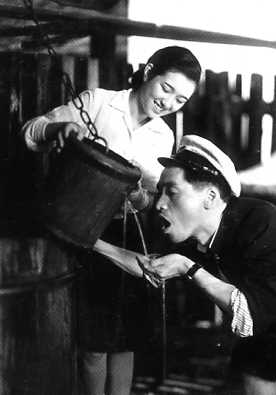
Hideko Takamine et Kamatari Fujiwara dans Hideko, receveuse d'autobus (1941).

- 1933 : Ongaku kigeki: Horoyoi jinsei (音楽喜劇 ほろよひ人生?) de Sotoji Kimura
- 1935 : Trois sœurs au cœur pur (乙女ごころ三人姉妹, Otome-gokoro sannin shimai?) de Mikio Naruse : l'ivogne
- 1935 : Le Protégé (坊つちゃん, Botchan?) de Kajirō Yamamoto : Uranari
- 1935 : L'Actrice et le poète (女優と詩人, Joyu to shijin?) de Mikio Naruse : Baidō Nose
- 1935 : La Fille aux violettes (すみれ娘, Sumire musume?) de Kajirō Yamamoto
- 1935 : Ma femme, sois comme une rose (妻よ薔薇のやうに, Tsuma yo bara no yo ni?) de Mikio Naruse : Shingo, le frère d'Etsuko
- 1935 : Cinq types au cirque (サーカス五人組, Sakasu gonin-gumi?) de Mikio Naruse : Tadakichi
- 1935 : La Fille dont on parle (噂の娘, Uwasa no musume?) de Mikio Naruse
- 1936 : Je suis un chat (吾輩は猫である, Wagahai wa neko de aru?) de Kajirō Yamamoto
- 1936 : Tochuken Kumoemon (桃中軒雲右衛門, Kumoemon Tōchūken?) de Mikio Naruse : Shōgetsu
- 1936 : Le Chemin parcouru ensemble (君と行く路, Kimi to yuku michi?) de Mikio Naruse
- 1938 : L'Amour de Tojuro (藤十郎の恋, Tōjurō no koi?) de Kajirō Yamamoto
- 1938 : Tsuruhachi et Tsurujiro (鶴八鶴次郎, Tsuruhachi Tsurujiro?) de Mikio Naruse : Sahei
- 1938 : Chokorēto to heitai (チョコレートと兵隊?) de Takeshi Satō
- 1939 : Roppa no Ōkubo Hikozaemon (ロッパの大久保彦左衛門?) de Torajirō Saitō : Tasuke Isshin
- 1939 : La Ruelle insouciante (のんき横丁, Nonki Yokocho?) de Kajirō Yamamoto
- 1940 : Avec mon père le zéphyr (そよ風父と共に, Soyokaze chichi to tomoni?) de Satsuo Yamamoto
- 1940 : Nuits de Chine (支那の夜, Shina no yoru?) d'Osamu Fushimizu : Senkichi Yamashita
- 1940 : Acteurs ambulants (旅役者, Tabi yakusha?) de Mikio Naruse : Hyōroku Ichikawa
- 1941 : Cheval (馬, Uma?) de Kajirō Yamamoto et Akira Kurosawa : Jinjiro Onoda, le père d'Ine
- 1941 : Hideko, receveuse d'autobus (秀子の車掌さん, Hideko no shasho-san?) de Mikio Naruse : Sonoda, le chauffeur
- 1942 : Ma mère ne mourra jamais (母は死なず, Haha wa shinazu?) de Mikio Naruse : Uemura
- 1944 : Les Contrebandiers internationaux (国際密輸団, Kokusai mitsuyu-dan?) de Daisuke Itō : Saburōbei Ban
- 1945 : Les Yakuzas dans la région de Tokai (東海水滸伝, Tōkai suikoden?) de Daisuke Itō et Hiroshi Inagaki : Edokko
- 1947 : Festin de printemps (春の饗宴, Haru no kyōen?) de Kajirō Yamamoto : Kanda
- 1948 : Le Portrait (肖像, Shōzō?) de Keisuke Kinoshita : Tamai
- 1949 : La Montagne bleue (青い山脈, Aoi sanmyaku?) de Tadashi Imai : Okamoto-san
- 1949 : La Montagne bleue (seconde partie) (続青い山脈, Zoku aoi sanmyaku?) de Tadashi Imai
- 1950 : Tohu-bohu (てんやわんや, Tenya wanya?) de Minoru Shibuya
- 1950 : Rapport sur la conduite du professeur Ishinaka (石中先生行状記, Ishinaka sensei gyojoki?) de Mikio Naruse
- 1950 : Ville de violence (ペン偽らず　暴力の街, Pen itsuwarazu, bōryoku no machi?) de Satsuo Yamamoto
- 1950 : Les Quatre saisons de la femme (女の四季, Onna no shiki?) de Shirō Toyoda
- 1950 : Les Sœurs Munakata (宗方姉妹, Munekata kyōdai?) de Yasujirō Ozu
- 1951 : L'École de la liberté (自由学校, Jiyū gakkō?) de Kōzaburō Yoshimura : Ji-san
- 1951 : L'Enchanteresse (牝犬, Mesu inu?) de Keigo Kimura : Matsuda
- 1952 : Vivre (生きる, Ikiru?) d'Akira Kurosawa : chef de sous-section Ono
- 1952 : Okuni et Gohei (お国と五平, Okuni to Gohei?) de Mikio Naruse : le docteur
- 1953 : Un couple (夫婦, Fūfu?) de Mikio Naruse : Naokichi, le père de Kikuko
- 1954 : Les Sept Samouraïs (七人の侍, Shichinin no samurai?) d'Akira Kurosawa : Manzo
- 1954 : Une auberge à Osaka (大阪の宿, Osaka no yado?) de Heinosuke Gosho : Ossan
- 1954 : The Invisible Avenger (透明人間, Tomei ningen?) de Motoyoshi Oda : le grand-père de Mariko
- 1955 : Vivre dans la peur (生きものの記録, Ikimono no kiroku?) d'Akira Kurosawa : Okamoto
- 1957 : Crépuscule à Tokyo (東京暮色, Tōkyō boshoku?) de Yasujirō Ozu : Vendeur de nouilles
- 1957 : Les Bas-fonds (どん底, Donzoko?) d'Akira Kurosawa : l'ex-acteur
- 1958 : Le  Guet-apens (張込み, Harikomi?) de Yoshitarō Nomura
- 1958 : La Forteresse cachée (隠し砦の三悪人, Kakushi toride no san-akunin?) d'Akira Kurosawa : Matashichi
- 1960 : L'Enterrement du soleil (太陽の墓場, Taiyo no hakaba?) de Nagisa Ōshima : Batasuke
- 1960 : Les salauds dorment en paix (悪い奴ほどよく眠る, Warui yatsu hodo yoku nemuru?) d'Akira Kurosawa : Wada
- 1960 : À l'approche de l'automne (秋立ちぬ, Aki tachinu?) de Mikio Naruse : Tsunekichi Yamada
- 1961 : Le Garde du corps (用心棒, Yojinbo?) d'Akira Kurosawa : Tazaemon
- 1962 : Sanjuro (椿三十郎, Tsubaki Sanjūrō?) d'Akira Kurosawa : Takebayashi
- 1963 : Entre le ciel et l'enfer (天国と地獄, Tengoku to jigoku?) d'Akira Kurosawa
- 1963 : L'Histoire de la femme (女の歴史, Onna no rekishi?) de Mikio Naruse : Kenkichi Masuda
- 1964 : Les Trois Samouraïs hors-la-loi (三匹の侍, Sanbiki no Samurai?) de Hideo Gosha : Jinbei
- 1965 : Barberousse (赤ひげ, Akahige?) d'Akira Kurosawa : Rokusuke
- 1965 : Mickey One d'Arthur Penn : l'artiste
- 1966 : Le Sabre du mal (大菩薩峠, Dai-bosatsu tōge?) de Kihachi Okamoto : le grand-père d'Omatsu
- 1967 : La Rivière des larmes (なみだ川, Namida gawa?) de Kenji Misumi : Shinshichi
- 1969 : Double suicide à Amijima (心中天網島, Shinjū: Ten no amijima?) de Masahiro Shinoda : Denbei
- 1970 : Dodes'kaden (どですかでん, Dodesukaden?) d'Akira Kurosawa : un vieillard qui veut mourir
- 1971 : La Bataille d'Okinawa (激動の昭和史 沖縄決戦, Gekido no showashi: Okinawa kessen?) de Kihachi Okamoto
- 1973 : Le Temps de la mémoire (青幻記 遠い日の母は美しく, Seigenki: Tōi hi no haha wa utsukushiku?) de Tōichirō Narushima[3]
- 1980 : Kagemusha, l'Ombre du guerrier (影武者, Kagemusha?) d'Akira Kurosawa : docteur
- 1981 : Sailor Suit and Machine Gun (セーラー服と機関銃, Sērā-fuku to kikanjū?) de Shinji Sōmai : Ryuji Hoshi